# 魔裟斗
魔裟斗（まさと、1979年3月10日 - ）は、日本の元キックボクサー、タレント、俳優、スポーツ解説者。千葉県柏市出身。K-1 WORLD MAX 2003・2008世界王者。元ISKA世界ウェルター級王者。ISKA殿堂入り。 
本名・旧リングネームは小林 雅人（こばやし まさと）。妻は女優・タレントの矢沢心。株式会社MASA・CHAEL所属。
所属ジムはシルバーウルフ。

## 人物

### 私生活
- 2007年2月11日、女優・タレントの矢沢心と6年間の交際、5年間の同棲を経て入籍。翌2008年4月20日、都内のホテルで結婚披露宴を行った[1]。
- 2012年6月22日、4年間の不妊治療を経て、第1子女児が誕生[2][3]。
- 2014年9月27日、第2子女児が誕生[4]。
- 2019年1月8日、第3子男児の誕生を報告[5]。

## 来歴
千葉県柏市にて4700グラムで誕生した。小学校2年生の時に両親の都合で千葉県柏市から沖縄県へ引っ越す。小学校6年生の時に再び両親の都合により埼玉県朝霞市へ転居。小学6年次・中学校・高校時代を朝霞市で過ごす。埼玉栄高校へ進学するも中退。高校中退後は10種類余りの職を転々とした。
1994年、15歳でボクシングの名門ヨネクラボクシングジムへ入門。しかしプロテストをドタキャンし、そのままジムを去る。その後、キックボクシングへ転向、17歳で藤ジムへ入門した。
1997年3月23日、全日本キックボクシング連盟でのプロデビュー戦で竹原太と対戦し、1RKO勝ち。
1997年5月30日、小比類巻貴之と対戦し、膝蹴りの連打により3RKO負け。初黒星を喫した。共にデビュー2戦目同士で3回戦の前座扱いであったが、メイン、セミの試合のキャンセルが相次ぎ、繰上げでその日の興行のメインイベントになった。この試合を、『格闘技通信』（ベースボール・マガジン社）は急遽見開き2ページ、オールカラーで掲載した。魔裟斗は敗北したが、魔裟斗の入場シーンを1ページ丸々の一枚写真を使用するという異例の扱いであった。
2000年1月21日、全日本キックボクシング連盟主催『LEGEND-I』のダブルメインイベント（セミファイナル）でモハメッド・オワリ（ベルギー）と対戦予定であったが、魔裟斗が試合出場を拒否し「試合放棄」とされた。3月14日付けで藤ジムと全日本キックボクシング連盟に退会届を提出し、同連盟ウェルター級王座も返上、「シルバーウルフ」所属となった。その後しばらくは、総合格闘技団体・パンクラスの東京道場や新日本キックボクシング協会の伊原道場を間借りして練習を行う。魔裟斗は「自分のジムもなくて、いつ試合ができるかも分からないこの時期が一番つらかった」と語っている。
2000年7月26日、初の自主興行『Wolf Revolution』を開催し、メインイベントでクレイトン・コリヤーに1RKO勝ち。
2000年11月1日、K-1 WORLD MAXの前身に当たる興行『K-1 J・MAX』で、ムラッド・サリ（フランス）とISKAオリエンタル世界ウェルター級タイトルマッチを行い、2Rに左フックでKO勝ち。王座奪取成功。試合後、リング上でマイクを握った魔裟斗は「これからは僕の時代です」と宣言した。この試合は大きなターニングポイントになったと後に語っている。
2000年12月5日、タイで行われた『タイ国王生誕記念大会』でスリヤー・ソー・プルンチットと対戦し、判定負け。小比類巻貴之戦以来、3年6か月ぶりの敗戦となった。
2001年1月12日、Wolf Revolution 〜Second Wave〜にて1年前に対戦予定だったモハメッド・オワリを一方的に打ちのめして3RTKO勝ち。試合後、「俺が逃げたわけじゃないってことが証明できた」とコメントした。
2001年3月30日、マーシャルアーツ日本キックボクシング連盟主催『ODYSSEY-1』で伊藤隆の引退試合（エキシビションマッチ）の相手を務めた。
2002年2月11日、K-1 WORLD MAX 日本代表決定トーナメントに出場。1回戦、準決勝共にKO勝ちで決勝に進出し、小比類巻貴之と対戦。判定勝ち。
2002年5月11日、K-1 WORLD MAX 2002 世界一決定戦の準決勝でアルバート・クラウス（オランダ）と対戦。2Rにクラウスの右ストレートでダウンを奪われ判定負け。
2002年10月11日、K-1 WORLD MAX 2002 世界王者対抗戦でアルバート・クラウスと対戦。引き分け。
2003年3月1日、K-1 WORLD MAX 2003 日本代表決定トーナメントに出場。トーナメント2連覇。
2003年7月5日、K-1 WORLD MAX 2003 世界一決定トーナメントの1回戦でマイク・ザンビディス（ギリシャ）と対戦。1R、わずかな隙を見せたザンビディスに跳び膝蹴りを見舞いダウンを奪うも、その後ザンビディスの反撃によりポイントを奪い返され、2-1の判定で辛勝。決勝戦で前年度王者アルバート・クラウスを2R、左フックでKOし、優勝を果たした。
2003年12月15日、『WOLF REVOLUTION meets LUZ』で宇野薫とエキシビションマッチを行った。1Rはキックボクシングルールであったが、2Rは総合格闘技ルールとなり、オープンフィンガーグローブでの戦いを披露した。
2004年7月7日、K-1 WORLD MAX 2004 世界一決定トーナメントでジャダンバ・ナラントンガラグ（モンゴル）、アルバート・クラウスをそれぞれ判定で下し、決勝戦でブアカーオ・ポー.プラムック（タイ）と対戦。連戦によるダメージが蓄積し、なおかつ片目が塞がった状態での戦いを強いられた。ブアカーオの攻撃に為す術もなく3Rにはフラフラの状態で戦っていたのにもかかわらず、3R終了時点判定1-0で延長R突入となり、延長Rで判定負け、準優勝となった。この判定は問題となり、大会終了後の7月9日に「3R終了時点の判定はミスジャッジングであり、不適格かつ不可解」であったとして、角田信朗を始めとした審判員の処分を発表した。また、3R終了時点でブアカーオが3-0の判定勝ちであったことを正式に認証することになったが、公式記録上の変更は行わなかった。
2004年12月31日、K-1 PREMIUM 2004 Dynamite!!で山本"KID"徳郁とK-1ルールで対戦。1R、山本にダウンを奪われた直後、ローキックが山本の金的を直撃し試合が中断する。山本自身「手足が震えた」というほどの致命的なダメージであった。そして5分の休憩の後、精彩を欠いた山本から2Rにダウンを奪い返し、判定勝ちを収めた。
2005年7月20日、K-1 WORLD MAX 2005 世界一決定トーナメント決勝戦の準々決勝でマイク・ザンビディスと対戦。ダウンを奪い判定勝ちしたが、自身の蹴りで左足腓骨を骨折し準決勝を棄権。
2005年12月31日、K-1 PREMIUM 2005 Dynamite!!で復帰。元プロボクサー大東旭と対戦し、2RTKO勝ち。
2006年6月30日、K-1 WORLD MAX 2006 世界一決定トーナメント決勝戦の準々決勝で小比類巻貴之と通算3度目の対戦。3Rにボディブローを効かせ、直後の左ストレートでダウンを奪い判定勝ち。準決勝でアンディ・サワー（オランダ）に3R終了間際にダウンを喫し判定で敗れ3位に終わる。
2006年12月31日、K-1 PREMIUM 2006 Dynamite!!において対戦予定だった元WBA世界スーパーフェザー級王者・チェ・ヨンス（韓国）が練習中に負傷したことにより、試合10日前に対戦相手がボクシング元日本ミドル級王者・鈴木悟に変更。結果は2RKO勝ち。
2007年10月3日、K-1 WORLD MAX 2007 世界一決定トーナメント決勝戦では、自ら指名した前年度王者ブアカーオ・ポー.プラムックと準々決勝で対戦。1Rに右ストレートでダウンを奪い、判定勝ち。準決勝ではアルトゥール・キシェンコ（ウクライナ）に2Rにカウンターの左フックでKO勝ち。決勝ではアンディ・サワーと対戦したが、2試合を戦ったダメージの蓄積に加え、サワーの猛攻で足が限界に達し、2R終了時に立ち上がることが出来ず、セコンドがタオルを投入しTKO負け。準優勝に終わった。
2007年12月31日、K-1 PREMIUM 2007 Dynamite!!で前年に対戦予定であったチェ・ヨンスと改めて対戦。3年続けて元プロボクサーとの対戦となった。1Rにダッキングに合わせたハイキックでダウンを奪うと、その後もパンチやローキックで攻め立てて3Rタオル投入によるTKO勝ち。
2008年10月1日、K-1 WORLD MAX 2008 FINALのトーナメント準決勝で、かねてから魔裟斗との対戦を熱望していた佐藤嘉洋と対戦。3Rに左フックでダウンを奪われるも判定勝ち。当時は「優勢選手に必ず10ポイントを付ける」というルールがあったにもかかわらず、優勢と判断された佐藤嘉洋に9ポイントしか付かなかったため、物議を醸した。続くアルトゥール・キシェンコとの決勝戦でも同様の判定が起こり、延長Rに判定勝ち。2度目のK-1 WORLD MAX世界王者となった。優勝直後にはリング上で「15年間やってきて、1つのことを頑張るといいことがあるって思ったね。皆も色々とあるだろうけど、途中で投げずに続ければ、結果はどうであれ、充実できると思う。はっきり言って俺は99%の努力と1%の才能でここまで来たけど、“継続は力なり”じゃないけど、ずっと続けたことが、このチャンピオンベルトにつながったと思います」とコメントした。
2009年3月22日、東京マラソン2009に出場し、3時間51分41秒で完走した。
2009年4月1日、記者会見を開き、2009年末を以って引退する旨を表明。「大晦日のDynamite!!で今年のトーナメント優勝者と戦いたい」「アンディ・サワーとは2度戦ってまだ勝っていないから、是非ともサワーに優勝してもらって挑戦したい。最後に俺がサワーに勝って終わるのは俺の運命」と発言した。
2009年4月21日、引退発表後の「初戦」として出場したK-1 WORLD MAX 2009 FINAL16で、かねてから魔裟斗が目を掛けていたHIROYAとエキシビションマッチを行った。
2009年7月13日、K-1 WORLD MAXでのラストマッチとなったK-1 WORLD MAX 2009 FINAL8にて、ファン投票で推薦された総合格闘家・川尻達也と対戦。試合決定直後から、川尻の打撃トレーナーも加わり激しい舌戦を繰り広げた。1Rに右ストレートでダウンを奪い、2Rにパンチのラッシュで追い込んだところで川尻陣営からタオルが投入されTKO勝ちを収めた。
2009年10月26日、K-1 WORLD MAX 2009 FINALにてジョルジオ・ペトロシアンが圧倒的な強さで優勝。その直後に魔裟斗はリング上でペトロシアンに対して「大晦日空いてるかな？」「大晦日、日本で待ってるよ。」と挑戦を表明した。しかし、その翌日、ペトロシアンが準決勝山本優弥戦の時点で既に右手の指を骨折していたことが発覚したため、対戦の正式決定には至らなかった。
2009年11月7日、「SILVERWOLF presents FINAL REVOLUTION 〜大宮司進 FINAL〜」で、所属ジムの同僚である大宮司進とエキシビションマッチ（K-1ルール・3分2R）で対戦した。
2009年11月12日、世界王者ジョルジオ・ペトロシアンの右手の指の骨折が完治しないため、準優勝者であり過去2戦2敗のアンディ・サワーとの大晦日での引退試合が決定した。
2009年12月31日、さいたまスーパーアリーナにて行われたDynamite!! 〜勇気のチカラ2009〜でアンディ・サワーとK-1特別ルール（3分5R延長1R、サワーが希望するシュートボクシングのロングスパッツ着用可）で自身の引退試合を行った。4Rにカウンターの右フックでダウンを奪うもサワーも盛り返し、最終5Rまでもつれ込んだが3-0の判定勝ちを収め、現役を引退した。

### その後
2012年5月16日、K-1のエグゼクティブプロデューサーに就任したが、同年12月31日、「主催者側と運営方針などについて考え方の違い」を理由に辞任した。
2014年11月3日にスタートした『K-1 WORLD GP JAPAN』でゲスト解説を務め、現在も継続出演している。
現役復帰
2015年12月31日、東日本大震災チャリティーイベント『NIPPONFIGHT』にて現役復帰試合を行った。相手は2004年の大晦日にK-1 PREMIUM 2004 Dynamite!!で対戦した山本"KID"徳郁で、結果は判定勝ち。
2016年12月31日、『NIPPONFIGHT』にて一年振りに登場。元PRIDEライト級王者五味隆典とK-1特別ルール（3分5R KOのみの決着。判定決着が無いので、5R終了時点で引き分け）で対戦。5R終了まで行われ、ドローとなった。

## 戦績
| キックボクシング 戦績 | キックボクシング 戦績 | キックボクシング 戦績 | キックボクシング 戦績 | キックボクシング 戦績 | キックボクシング 戦績 | キックボクシング 戦績 |
| --------------------- | --------------------- | --------------------- | --------------------- | --------------------- | --------------------- | --------------------- |
| 65 試合               | (T)KO                 | 判定                  | その他                | 引き分け              | 無効試合              |                       |
| 56 勝                 | 25                    | 31                    | 0                     | 3                     | 0                     |                       |
| 6 敗                  | 2                     | 4                     | 0                     | 3                     | 0                     |                       |

| 勝敗 | 対戦相手                               | 試合結果                                        | 大会名                                                               | 開催年月日     |
| △    | 五味隆典                               | 5R終了 ドロー                                   | KYOKUGEN 2016                                                        | 2016年12月31日 |
| ○    | 山本"KID"徳郁                          | 3R終了 判定3-0                                  | KYOKUGEN 2015                                                        | 2015年12月31日 |
| ○    | アンディ・サワー                       | 5R終了 判定3-0                                  | Dynamite!! 〜勇気のチカラ2009〜                                      | 2009年12月31日 |
| ○    | 川尻達也                               | 2R 1:43 TKO（タオル投入）                       | K-1 WORLD MAX 2009 World Championship Tournament FINAL8              | 2009年7月13日  |
| ○    | アルトゥール・キシェンコ               | 延長R終了 判定3-0                               | K-1 WORLD MAX 2008 World Championship Tournament FINAL 【決勝】      | 2008年10月1日  |
| ○    | 佐藤嘉洋                               | 延長R終了 判定3-0                               | K-1 WORLD MAX 2008 World Championship Tournament FINAL 【準決勝】    | 2008年10月1日  |
| ○    | ドラゴ                                 | 3R終了 判定3-0                                  | K-1 WORLD MAX 2008 World Championship Tournament FINAL8 【準々決勝】 | 2008年7月7日   |
| ○    | ヴァージル・カラコダ                   | 3R 0:22 KO（右フック）                          | K-1 WORLD MAX 2008 World Championship Tournament FINAL16 【1回戦】   | 2008年4月9日   |
| ○    | チェ・ヨンス                           | 3R 0:51 TKO（タオル投入）                       | K-1 PREMIUM 2007 Dynamite!!                                          | 2007年12月31日 |
| ×    | アンディ・サワー                       | 2R終了時 TKO（タオル投入）                      | K-1 WORLD MAX 2007 〜世界一決定トーナメント決勝戦〜 【決勝】         | 2007年10月3日  |
| ○    | アルトゥール・キシェンコ               | 2R 0:41 KO（左フック）                          | K-1 WORLD MAX 2007 〜世界一決定トーナメント決勝戦〜 【準決勝】       | 2007年10月3日  |
| ○    | ブアカーオ・ポー.プラムック            | 3R終了 判定3-0                                  | K-1 WORLD MAX 2007 〜世界一決定トーナメント決勝戦〜 【準々決勝】     | 2007年10月3日  |
| ○    | J.Z.カルバン                           | 3R終了 判定3-0                                  | K-1 WORLD MAX 2007 〜世界一決定トーナメント開幕戦〜 【1回戦】        | 2007年6月28日  |
| ○    | オーレ・ローセン                       | 3R終了 判定3-0                                  | K-1 WORLD MAX 2007 〜世界最終選抜〜                                  | 2007年4月4日   |
| ○    | 鈴木悟                                 | 2R 2:22 KO（右ローキック）                      | K-1 PREMIUM 2006 Dynamite!!                                          | 2006年12月31日 |
| ×    | アンディ・サワー                       | 3R終了 判定0-3                                  | K-1 WORLD MAX 2006 〜世界一決定トーナメント決勝戦〜 【準決勝】       | 2006年6月30日  |
| ○    | 小比類巻貴之                           | 3R終了 判定3-0                                  | K-1 WORLD MAX 2006 〜世界一決定トーナメント決勝戦〜 【準々決勝】     | 2006年6月30日  |
| ○    | レミギウス・モリカビュチス             | 2R 1:56 TKO（タオル投入）                       | K-1 WORLD MAX 2006 〜世界一決定トーナメント開幕戦〜 【1回戦】        | 2006年4月5日   |
| ○    | イアン・シャファー                     | 3R終了 判定3-0                                  | K-1 WORLD MAX 2006 〜日本代表決定トーナメント〜 【スーパーファイト】 | 2006年2月4日   |
| ○    | 大東旭                                 | 2R 1:58 TKO（3ノックダウン：右ローキック）      | K-1 PREMIUM 2005 Dynamite!!                                          | 2005年12月31日 |
| ○    | マイク・ザンビディス                   | 3R終了 判定3-0                                  | K-1 WORLD MAX 2005 〜世界一決定トーナメント決勝戦〜 【準々決勝】     | 2005年7月20日  |
| ○    | イム・チビン                           | 3R終了 判定3-0                                  | K-1 WORLD MAX 2005 〜世界一決定トーナメント開幕戦〜 【1回戦】        | 2005年5月4日   |
| ○    | 山本"KID"徳郁                          | 3R終了 判定2-0                                  | K-1 PREMIUM 2004 Dynamite!!                                          | 2004年12月31日 |
| ×    | ブアカーオ・ポー.プラムック            | 延長R終了 判定0-3                               | K-1 WORLD MAX 2004 〜世界一決定トーナメント〜 【決勝】               | 2004年7月7日   |
| ○    | アルバート・クラウス                   | 3R終了 判定3-0                                  | K-1 WORLD MAX 2004 〜世界一決定トーナメント〜 【準決勝】             | 2004年7月7日   |
| ○    | ジャダンバ・ナラントンガラグ           | 3R終了 判定2-0                                  | K-1 WORLD MAX 2004 〜世界一決定トーナメント〜 【準々決勝】           | 2004年7月7日   |
| ○    | セルカン・イルマッツ                   | 3R終了 判定3-0                                  | K-1 WORLD MAX 2004 〜世界一決定トーナメント開幕戦〜 【1回戦】        | 2004年4月7日   |
| ○    | ヴィンス・フィリップス                 | 2R 0:15 KO（右ローキック）                      | K-1 WORLD MAX 2003 〜世界王者対抗戦〜                                | 2003年11月18日 |
| ○    | アルバート・クラウス                   | 2R 2:26 KO（左フック）                          | K-1 WORLD MAX 2003 〜世界一決定トーナメント〜 【決勝】               | 2003年7月5日   |
| ○    | サゲッダーオ・ギャットプートン         | 2R 2:55 KO（2ノックダウン：右アッパー）         | K-1 WORLD MAX 2003 〜世界一決定トーナメント〜 【準決勝】             | 2003年7月5日   |
| ○    | マイク・ザンビディス                   | 3R終了 判定2-1                                  | K-1 WORLD MAX 2003 〜世界一決定トーナメント〜 【1回戦】              | 2003年7月5日   |
| ○    | 武田幸三                               | 3R終了 判定3-0                                  | K-1 WORLD MAX 2003 〜日本代表決定トーナメント〜 【決勝】             | 2003年3月1日   |
| ○    | 村浜武洋                               | 3R終了 判定3-0                                  | K-1 WORLD MAX 2003 〜日本代表決定トーナメント〜 【準決勝】           | 2003年3月1日   |
| ○    | 須藤元気                               | 3R終了 判定3-0                                  | K-1 WORLD MAX 2003 〜日本代表決定トーナメント〜 【1回戦】            | 2003年3月1日   |
| △    | アルバート・クラウス                   | 5R終了 判定1-1                                  | K-1 WORLD MAX 2002 〜世界王者対抗戦〜                                | 2002年10月11日 |
| ○    | メルヴィン・マーリー                   | 2R 2:59 TKO（レフェリーストップ：右ローキック） | Wolf Revolution 〜resurrection〜                                     | 2002年8月6日   |
| ×    | アルバート・クラウス                   | 3R終了 判定0-3                                  | K-1 WORLD MAX 2002 〜世界一決定戦〜 【準決勝】                       | 2002年5月11日  |
| ○    | ドゥエイン・ラドウィック               | 3R終了 判定3-0                                  | K-1 WORLD MAX 2002 〜世界一決定戦〜 【1回戦】                        | 2002年5月11日  |
| ○    | 小比類巻貴之                           | 3R終了 判定3-0                                  | K-1 WORLD MAX 〜日本代表決定トーナメント〜 【決勝】                  | 2002年2月11日  |
| ○    | 後藤龍治                               | 3R 2:52 KO（2ノックダウン：左フック）           | K-1 WORLD MAX 〜日本代表決定トーナメント〜 【準決勝】                | 2002年2月11日  |
| ○    | 村浜武洋                               | 3R 0:30 KO（2ノックダウン：右ストレート）       | K-1 WORLD MAX 〜日本代表決定トーナメント〜 【1回戦】                 | 2002年2月11日  |
| ○    | ノエル・ソアレス                       | 3R 1:30 TKO（レフェリーストップ：フック連打）   | K-1 WORLD GP 2001 決勝戦 【K-1 WORLD MAX スーパーファイト】          | 2001年12月8日  |
| ○    | ベン・バートン                         | 4R 1:10 KO                                      | Black List 010 meets Wolf Revolution                                 | 2001年8月23日  |
| ○    | ゴラン・ダニロヴィック                 | 2R 2:06 KO（ローキック）                        | Wolf Revolution 〜Third Wave〜                                       | 2001年6月22日  |
| ○    | パトリック・エリクソン                 | 5R終了 判定3-0                                  | K-1 BURNING 2001 〜火の国熊本初上陸〜                                | 2001年4月15日  |
| ○    | モハメッド・オワリ                     | 3R 1:26 TKO（タオル投入）                       | Wolf Revolution 〜Second Wave〜                                      | 2001年1月12日  |
| ×    | スリヤー・ソー・プルンチット           | 5R終了 判定                                     | タイ国王生誕記念大会 【スーパーウェルター級選手権】                  | 2000年12月5日  |
| ○    | ムラッド・サリ                         | 2R 0:48 KO（左フック）                          | K-1 J・MAX 【ISKAオリエンタル世界ウェルター級タイトルマッチ】        | 2000年11月1日  |
| ○    | クレイトン・コリヤー                   | 1R 1:15 KO（左フック）                          | Wolf Revolution 〜First Wave〜                                       | 2000年7月26日  |
| ○    | メルチョー・メノー                     | 4R 2:59 KO（3ノックダウン：ローキック）         | コロシアム2000                                                       | 2000年5月26日  |
| ○    | ゴーンナパー・ソー・チャルァームサッグ | 2R 0:59 TKO（レフェリーストップ：左アッパー）   | サムローンスタジアム                                                 | 2000年4月16日  |
| ○    | "イーヴィル"エヴァル・デントン         | 5R終了 判定3-0                                  | 全日本キックボクシング連盟「WAVE-XIII」                              | 1999年11月22日 |
| ○    | ニック・ミッチ                         | 5R終了 判定2-0                                  | 全日本キックボクシング連盟「WAVE-XII」                               | 1999年10月8日  |
| ○    | スティーブ・ミッチ                     | 2R 2:15 TKO（ドクターストップ）                 | 全日本キックボクシング連盟「WAVE-V」                                 | 1999年8月17日  |
| ○    | マテオ・トレビジョン                   | 5R終了 判定3-0                                  | 全日本キックボクシング連盟「WAVE-IV」                                | 1999年7月13日  |
| ○    | ジェームス・シャサー                   | 5R終了 判定3-0                                  | 全日本キックボクシング連盟「WAVE-III」                               | 1999年5月11日  |
| ○    | 千葉友治                               | 3R 0:34 KO                                      | 全日本キックボクシング連盟「WAVE-II」                                | 1999年3月17日  |
| △    | 土井広之                               | 5R終了 判定1-1                                  | 全日本キックボクシング連盟「WAVE-I」                                 | 1999年1月25日  |
| ○    | アレキサンダー・フォカロルス           | 5R終了 判定3-0                                  | シュートボクシング「GROUND ONE TOKYO」                               | 1998年12月27日 |
| ○    | 嶋村哲昌                               | 1R 2:32 KO（左フック）                          | シュートボクシング「GROUND ZERO TOKYO」                              | 1998年11月14日 |
| ○    | 坪井淳治                               | 5R終了 判定3-0                                  | 全日本キックボクシング連盟                                           | 1998年10月16日 |
| ○    | K・タカハシ                            | 4R終了 判定3-0                                  | 全日本キック＆MA日本キック合同興行「KICK CHAMPION'S NIGHT」          | 1998年9月19日  |
| ○    | 河野貴巳                               | 3R終了 判定3-0                                  | 全日本キックボクシング連盟                                           | 1998年7月8日   |
| ○    | 千葉友治                               | 3R終了 判定3-0                                  | 全日本キックボクシング連盟                                           | 1998年3月22日  |
| ×    | 小比類巻貴之                           | 3R 2:52 KO（膝蹴り）                            | 全日本キックボクシング連盟「KICK OVER-VI」                           | 1997年5月30日  |
| ○    | 竹原太                                 | 1R KO                                           | 全日本キックボクシング連盟「KICK OVER-IV」                           | 1997年3月23日  |

## 獲得タイトル
- 第19代全日本キックボクシング連盟ウェルター級王座（0度防衛）
- ISKAオリエンタル世界ウェルター級王座（0度防衛）
- K-1 WORLD MAX 2002 日本代表決定トーナメント 優勝
- K-1 WORLD MAX 2003 日本代表決定トーナメント 優勝
- K-1 WORLD MAX 2003 世界一決定トーナメント 優勝
- K-1 WORLD MAX 2004 世界一決定トーナメント 準優勝
- K-1 WORLD MAX 2007 世界一決定トーナメント 準優勝
- K-1 WORLD MAX 2008 世界一決定トーナメント 優勝
- ISKA殿堂入り

## 格闘技以外での受賞歴
- アクアピースゴールデンハート賞（2003年） ※アクアピースネットワーク主催[19]
- 第1回Men's Beauty アワード『Beautyミドル部門』（2019年）
- 第12回イクメン オブ ザ イヤー2022 スポーツレジェンド部門（2022年）[20]

## 出演

### テレビ番組
- K-1 WORLD GPシリーズ（2007年 - 2010年、フジテレビ系） - ゲスト解説
- K-1 WORLD GP JAPAN（2014年〜、Abema TV、GAORA SPORTS） - 同上
- S☆1（2010年4月3日 - 2012年3月25日、TBS系） - メインキャスター兼S☆1ファミリー（コメンテーター）会員No.1
- 大改造!!劇的ビフォーアフター（2017年10月1日 - 、朝日放送・テレビ朝日系列）- 解体業者兼配管工兼鉄筋工兼渚の弟子
- 美BODYサロン（2020年5月 - 2021年3月、BSフジ） - MC
- 解体キングダム（2023年4月5日 - 、NHK総合）[21]

### テレビドラマ
- はるちゃん6（2002年、東海テレビ） - 牧周作 役
- ドラマ特別企画『生きたい〜家族の命リレー・生体肝移植〜』（2005年1月22日、朝日放送制作・テレビ朝日系列） - 大久保啓太 役
- 陽炎の辻〜居眠り磐音 江戸双紙〜 第3シリーズ（2009年、NHK） - 雑賀衆:辰見喰助 役
- 月曜ゴールデン『緑川警部シリーズ』（2009年 - 、毎日放送制作・TBS系列） - 坪井今日介 役
- JNN50周年記念 歴史大河スペクタクル 唐招提寺1200年の謎 天平を駆けぬけた男と女たち（2009年11月3日、TBS系列） - 道鏡 役
- 左目探偵EYE 第3話（2010年2月6日、日本テレビ系列） -  荒井健吾 役
- IRIS-アイリス-（2010年4月21日 - 、TBS系列） - ビック 役（T.O.P） 吹き替え
- クロヒョウ 龍が如く新章（2010年10月 - 12月、毎日放送・TBS系列） - 星野凌雅 役
- 水曜ミステリー9『密会の宿8』（2011年12月14日、テレビ東京系列） - 三上秋彦 役
- クロヒョウ2 龍が如く 阿修羅編（2012年4月 - 6月、毎日放送・TBS系列） - 星野凌雅 役
- プラチナエイジ（2015年5月11日 - 5月29日、東海テレビ） - 大里健二 役

### ウェブテレビ
- 格闘代理戦争 4thシーズン（2019年4月6日、AbemaTV）

### 映画
- DEAD OR ALIVE 2 逃亡者（2000年、大映・東映ビデオ製作） - HOO役
- 武勇伝（2003年、アートポート） - 矢島龍平役（主演）
- IZO（2004年、IZOパートナーズ） - 浪人役
- 忍者 原題：終極忍者（2004年、アートポート）
- 軍鶏 -Shamo-（2008年、アートポート） - 菅原直人役
- 映画ネメシス 黄金螺旋の謎（2023年3月31日公開予定、ワーナー・ブラザース映画） - ジッポ男 役[22]

### ラジオ番組
- 笑顔のミナモト（2015年、ニッポン放送） - 矢沢と夫婦でMC。
- コシノジュンコMASACA（2021年9月26日、10月3日・TBSラジオ） - ゲスト

### CM
- ケンタッキーフライドチキン 特盛セット
- MEN'S TBC 男がエステ・あの人も編（2004年）
- FIELDS パチスロ「鬼武者3」
- DUBジュエリー
- サイバーエージェントFX（現：ワイジェイFX株式会社）（2008年）
- ノバルティスファーマ ボルタレンAC（2009年 - ）

## 書籍
- MASATO-Silver Wolf 写真集 緒方秀美撮影（アスキー 2002年1月1日）ISBN 978-4-75614-015-9
- まるごと魔裟斗―2000-2003編（Nippon sports mook）（日本スポーツ出版社 2003年2月1日）ISBN 978-4-93094-367-5
- 魔裟斗 人生1回（中島耕治著、エンターブレイン　2005年2月1日）ISBN 978-4-75772-224-8
- 魔裟斗1997-2009 永久保存版―GONG KAKUTOGI Books （ゴング格闘技編集部　イースト・プレス 2009年12月1日）ISBN 978-4-78160-320-9
- 青春（幻冬舎　2010年3月5日）ISBN　978-4-34401-790-0
- 夫婦で歩んだ不妊治療　あきらめなかった4年間（矢沢心・魔裟斗著　日経BP 2018年2月8日）ISBN　978-4-82225-774-3